# قائمة مواقع التراث العالمي في آيسلندا
مواقع التراث العالمي هي المناطق أو المعالم التي ترشحها لجنة التراث العالمي التابعة لمنظمة الأمم المتحدة للتربية والثقافة والعلوم أو كما تسمى باختصار اليونسكو لدخول قائمة التراث الإنساني العالمي الذي تُديره اليونسكو، وهذه المواقع تتميز بأهمية للتراث العالمي أو الطبيعي، فقد تكون طبيعية مثل الجبال والغابات، أو من صنع بشري مثل الفنون المعمارية والمدن والجسور وغيرها، وهذه الأمور موضحة في أتفاقية التراث العالمي أو اليونسكو التي نشأت في باريس في 19 نوفمبر من عام 1972 بعدما أقر اليونسكو بها في الدورة السابعة عشر. تسعى هذه الاتفاقية إلى أن تحافظ على المواقع المصنفة لديها للإنسانية وللأجيال القادمة على الآثار الطبيعية والثقافية التي لها قيمة عالمية واستثنائية. في 19 ديسمبر من عام 1995 قبلت آيسلندا الاتفاقية لتكون بذلك المواقع التي تتميز بأهمية التراث العالمي في آيسلندا مُؤهلة لدخول قائمة التراث العالمي.

اعتبارا من عام 2020، يوجد في آيسلندا ثلاثة مواقع مدرجة في القائمة، وستة مواقع مدرجة ضمن القائمة المؤقتة، أول موقع أُضيف إلى القائمة كان هو متنزه ثينغفيلير في عام 2004، بينما كان الموقع الثاني هو سرتسي الذي أضيف للقائمة التراث العالمي في عام 2008 والموقع الثالث والأخير كان هو حديقة فاتناجوكول الوطنية الذي أضيف في عام 2019، يصنف موقع ثينغفيلير على أنه موقع تراث عالمي ثقافي بينما الموقعان الآخران هما موقعان طبيعيان. أدرج موقع ثينغفيلير مرتين كموقع مُدرج في قائمة المواقع وكموقع مؤقت لأنه يشمل موقع ثقافي وموقع طبيعي فهو يضم مواقع كانت للفايكنج وكان ذلك أحد الأسباب الأخرى الذي جعل الحكومة الآيسلندية تحاول جعله موقع ثقافي ومؤقت كونه موقع تراث مهم بالنسبة لآيسلندا والشعب الآيسلندي.

## القائمة
تقوم قائمة اليونسكو بتصنيف المواقع وفقًا لمعايير الاختيار، وتحتوي معايير الاختيار عشرة معايير، يجب أن يفي كل موقع بواحد على الأقل من المعايير، المعايير من الأول إلى السادس هي معايير ثقافية، بينما المعايير من السابع إلى العاشر تعتبر معايير طبيعية.
| الإسم                    | الصورة                                         | الموقع                     | سنة التسجيل | النوع | نبذة |
| ------------------------ | ---------------------------------------------- | -------------------------- | ----------- | ----- | --- |
| ثينغفيلير                | Rock formation and a flag of Iceland on a pole | Bláskógabyggð [الإنجليزية] | 2004        | ثقافي | ثينغفيلير هو متنزه وطني يقع في منطقة بركانية نشطة، وتتميز وبشكل واسع بوجود صدع تكوني كبير، من حوالي 930 إلى 1798، كان متنزه ثينغفيلير يستخدم كمكان تجمع في آيسلندا بالكامل وتقام فيه معاهدات السلام والهدن، وعُثِر فيه على العديد من الأثار كشظايا الناس وقطع من الخشب ومجموعات من الأحجار.                                                                        |
| سرتسي                    | A view of the island from afar                 | يستمان                     | 2008        | طبيعي | هي جزيرة بركانية صغيرة تقع بالقرب من الساحل الجنوبي لأيسلندا، تبلغ مساحتها 1.4 كم2 تقع على بعد 32 كم من الساحل الجنوبي للآيسلندا، وتكونت هذه الجزيرة نتيجة انفجار بركاني حدث في شهر نوفمبر 1964. ويطلق عليها باللغة الايسلندية جزيرة سور طور .والجزيرة التي تقع في احداثيات 63.30°شمالًا، و20.62°غرباً هي قطغة أرضية حديثة النشأة، والتي تقع في أقصى جنوب ايسلندا. |
| حديقة فاتناجوكول الوطنية | Glacier covering the mountains                 | جنوب شرق آيسلندا           | 2019        | طبيعي | يعتبر الغطاء الجليدي فاتناجوكول ثاني أكبر نهر جليدي في أوروبا، ويغطي العديد من البراكين ، بما في ذلك اثنان من أكثر البراكين نشاطًا في آيسلندا. تؤدي التفاعلات بين البراكين والأنهار الجليدية إلى ظهور ظواهر مختلفة، بما في ذلك تسمى بالآيسلندية (Jökulhlaup). |

## المواقع المؤقتة
بالإضافة إلى المواقع المدرجة في قائمة التراث العالمي، يمكن للدول الأعضاء الاحتفاظ بقائمة من المواقع المؤقتة التي قد تفكر في ترشيحها، فيتم قبول الترشيحات لقائمة التراث العالمي فقط إذا كان الموقع مدرجًا مسبقًا في القائمة المؤقتة، وهذا يسمى بالقائمة الإرشادية المؤقتة لمواقع التراث العالمي أو القائمة المؤقتة لمواقع التراث العالمي. اعتبارًا من عام 2019، كان يوجد لدى آيسلندا ستة مواقع من هذا النوع في قائمتها المؤقتة.
| الاسم                                           | الصورة                                                                    | الموقع                                      | سنة التسجيل | النوع | نبذة وملاحظات |
| ----------------------------------------------- | ------------------------------------------------------------------------- | ------------------------------------------- | ----------- | ----- | --- |
| محمية برياردفيورو الطبيعية                      | A view of the bay. Road and a radio tower in front.                       | غرب آيسلندا                                 | 2011        | طبيعي | برياردفيورو هو خليج ضحل كبير في غرب آيسلندا، تنتشر فيها الجزر العادية والصغيرة وتمارس به رياضة التزلج على الجليد، وهي أرض خصبة تتكاثر فيها الطيور، بما في ذلك الإوز الأسود (Branta benicla) وطائر الدريجة الحمراء (Calidris canutus). كانت المنطقة مأهولة بالسكان بشكل مستمر منذ استيطان آيسلندا، وتحافط المجتمعات فيها على أساس الاستخدام المستدام للبيئة المحلية، صنفت من قبل اليونسكو على أنها موقع تراث عالمي مؤقت في عام 2011. |
| موفاتن ولاكسا                                   | Mývatn lake, surrounded by lush vegetation                                | شمال آيسلندا                                | 2011        | طبيعي | تمتلئ بحيرة موفاتن ونهر لاكسا بالشواطئ والنباتات، في تناقض واضح مع المناظر الطبيعية البركانية السائدة المحيطة، البحيرة ضحلة وغنية بالمغذيات وهي موطن لأسراب من الحشرات المائية التي بدورها تكون غذاء لأنواع عديدة من الطيور المائية. يتكاثر خمسة عشر نوعًا من البط في هذه المنطقة بانتظام. |
| آثار ومواقع الفايكينغ في متنزه ثينغفيلير الوطني | Þingvellir, the tectonic crack                                            | Bláskógarbyggð [الإنجليزية]                 | 2011        | ثقافي | هذا الموقع يعد جزء من ترشيح متسلسل لتسعة مواقع من ستة بلدان تمثل الأمثلة البارزة للتراث من عصر الفايكنغ، حيث تم بالفعل إدراج آثار ومواقع الفايكنغ في ثينغفيلير وبعض المواقع الأخرى بشكل فردي وكموقع ثقافي. |
| حديقة ثينغفيلير الوطنية                         | Þingvellir lake shore                                                     | Bláskógarbyggð [الإنجليزية]                 | 2011        | طبيعي | هذا الموقع هو موقع طبيعي وهو مختلف عن الجزء الثقافي الموجود فيه والمصنف على أنه موقع تراث عالمي ثقافي بالفعل، تم تشكيل المنطقة من خلال الانجراف القاري والبراكين والجليد، كما أنها مهمة لتنوعها البيولوجي ؛ لقد تطورت سمكة تدعى بالإنجليزية "Arctic char" إلى أربعة أشكال في أقل من 10000 عام في بحيرة تقع ضمن الموقع. |
| تقليد بيت العشب                                 | Keldur Earth covered homes with grass growing on the top                  | يوجد منه 14 موقعً في مواقع مختلفة في آيسلندا | 2011        | ثقافي | تم إحضار تقليد بيت العشب إلى آيسلندا من قبل المستوطنين الأوائل. تم بناء هيكل منزل العشب من الأخشاب والمنزل مغطى بالعشب، وتغير شكل ووظائف هذه المنازل بمرور الوقت، وتكيفت مع المناخ المحلي وإحتياجات الناس، تم إدراج أربعة عشر موقعًا منها في القائمة. |
| الأنظمة البركانية في محمية تورفايوكول الطبيعية  | Kaldaklofsfjöll panorama, rhyolitic rocks with snow and sparse vegetation | جنوب آيسلندا                                | 2013        | طبيعي | تشتمل الأنظمة البركانية في هذه المحمية الطبيعية على بركان طبقي ومجموعة من البراكين تحت الجليد، كما وإنه موقع مهم لدراسة التكوينات الريوليتية الناتجة أثناء تفاعلات البركان وكذلكالجليد، وتوجد في الأنظمة ميزات سطح حرارية أرضية متنوعة بشكل استثنائي، وكذلك توجد بها الينابيع الساخنة. وهي موطن للبكتيريا العتيقة والمحبة للحرارة الفريدة.                                                                                          |

## وصلات خارجية
- مواقع التراث العالمي في آيسلندا. موقع اليونسكو الرسمي، باللغة الإنجليزية.
- القائمة المؤقتة لمواقع التراث العالمي في آيسلندا. موقع اليونسكو الرسمي، باللغة الإنجليزية.